# Tore Aleksandersen
Tore Aleksandersen (* 27. Februar 1968 in Molde; † 6. Dezember 2023 ebenda) war ein norwegischer Volleyballtrainer. Er betreute in dieser Funktion langjährig die deutschen Frauen-Volleyballvereine SSC Palmberg Schwerin (2003–2008 und 2010–2011) und Allianz MTV Stuttgart (2020–2023). Beide Vereine gewannen mit ihm mehrfach die deutsche Meisterschaft.

## Sportliche Karriere
Tore Aleksandersen begann seine Trainerkarriere in den 1990er Jahren in seiner Heimat beim Aukra VBK, wo er sein selbstaufgebautes Frauenteam bis in die norwegische 1. Liga führte. 2001 ging er in die USA und wurde mit Minnesota Chill Meister in der Frauen-Profiliga. Nach einigen Wochen im Ausland (u. a. in Japan beim Erfolgstrainer Arie Selinger) landete Tore Aleksandersen 2003 beim deutschen Bundesligisten Schweriner SC. Hier wurde er 2006 Deutscher Meister und DVV-Pokalsieger. 2007 wurde er Deutscher Vizemeister und erneut DVV-Pokalsieger. Nach fünf erfolgreichen Jahren in Schwerin ging Tore Aleksandersen aus familiären Gründen zurück nach Norwegen, wo er 2009 mit KFUM Stavanger und 2010 mit UiS Volley Norwegischer Meister wurde und parallel dazu auch die norwegische Frauen-Nationalmannschaft betreute. Seit Januar 2010 war Tore Aleksandersen erneut Trainer beim Schweriner SC und betreute parallel dazu die finnische Volleyballnationalmannschaft der Damen. In der Saison 2010/11 konnte er sich mit dem Schweriner SC erneut die deutsche Meisterschaft sichern. Danach verließ er den Verein, um sich auf sein Amt als finnischer Nationaltrainer zu konzentrieren. Von 2012 bis 2017 war er Trainer bei den polnischen Erstligisten Impel Wrocław und BKS Stal Bielsko-Biała.
Ab 2018 war er erneut norwegischer Nationaltrainer. In der Saison 2019/20 trainierte er außerdem bis zur Diagnose seiner Krankheit den türkischen Verein Nilüfer Belediyespor. Am 14. Dezember 2020 übernahm er zunächst bis zum Saisonende das Traineramt beim deutschen Bundesligisten Allianz MTV Stuttgart. Am 8. April 2021 gab der Verein die Vertragsverlängerung bekannt. Nach der Vizemeisterschaft 2021 wurde er mit Stuttgart in der Saison 2021/22 Deutscher Meister, gewann den DVV-Pokal und erreichte das Endspiel um den CEV-Pokal. Im Mai 2023 wurde er mit den Stuttgarterinnen erneut Deutscher Meister. Nach der Saison musste er krankheitsbedingt seine Trainerlaufbahn beenden. Sein Nachfolger wurde Konstantin Bitter.

## Privates
Tore Aleksandersen war verheiratet und dreifacher Vater. Im Frühjahr 2020 wurde bei ihm eine unheilbare Prostatakrebs-Erkrankung festgestellt. Er starb Anfang Dezember 2023 an den Folgen der Erkrankung in Norwegen im Alter von 55 Jahren.